# بیگ کریک، میسیسیپی
بیگ کریک (به انگلیسی: Big Creek) روستایی در ایالت میسیسیپی کشور ایالات متحده آمریکا است که جمعیت آن در سرشماری سال ۲۰۱۰ میلادی، ۱۵۴
نفر بوده‌است.